# Aeterna Lucina
O Estado Soberano de Aeterna Lucina (referida em algumas transcrições do tribunal como o Estado Soberano da Missão Humanitária de Aeterna Lucina) foi uma micronação que existiu entre os anos 1970 até a morte de seu fundador na década de 1990.
O fundador e "Supremo" Senhor de Aeterna Lucina foi Paul Baron Neuman (originalmente Paul Robert Neuman até que ele mudou por votação de ação), um aposentado alemão, de um subúrbio ao norte da praia de Sydney, Curl Curl, que afirmou ter recebido o título "Baron Neuman de Kara Bagh" a partir do exílio do ex-rei Hassan III do Afeganistão. Ele também alegou ter sido atribuído mais de 850 outras honras, incluindo professor, doutor em Filosofia e Teologia, e dezenas de honras de cavalaria.
Aeterna Lucina (aparentemente assim chamado a partir do nome da deusa romana do parto) foi fundada em 1978 e, inicialmente, ocupou uma propriedade pertencente a Neuman perto de Byron Bay. Em algum momento durante a década de 1980 o "estado" se mudou temporariamente da residência Neuman de Curl Curl, antes da sua mudança para um território de 14 km² de propriedade rural perto da cidade de Snowy Mountains of Cooma, no sul de New South Wales. Segundo uma reportagem de televisão de 1989, a residência Curl Curl - conhecido como Vitama - foi considerada a capital da micronação. O Estado soberano foi finalmente transferido para um local rural desconhecido em Vitória, de 16 km². O Estado continua a funcionar e se engajar em negociações diplomáticas com pequenas entidades empresariais e judiciais sob a liderança do Aziza Emira Akenzua, um diplomata lucinano.
O estado de Aeterna Lucina se tornou famoso em 1990, quando várias pessoas associadas a ele, incluindo um empresário líder de Sydney, enfrentou acusações de fraude relativa à concessão de vistos e delitos de venda de terrenos no sistema judicial Novo Gales do Sul.